# Fondos reservados
Los fondos reservados o gastos reservados, en España, son una partida de los Presupuestos Generales del Estado que se destina a la defensa y seguridad del Estado, particularmente para combatir el terrorismo y el narcotráfico. Se caracteriza por su carácter secreto, lo que se traduce en la ausencia de publicidad, justificación y supervisión externa de estos gastos.

## Actualidad
En la actualidad, los fondos reservados están regulados por la ley de fondos reservados, oficialmente llamada Ley 11/1995, de 11 de mayo, reguladora de la utilización y control de los créditos destinados a gastos reservados y por la Ley de secretos oficiales en lo relativo a su carácter de «secreto».
Los gastos reservados se establecen por parte del Gobierno de la Nación en la Ley de Presupuestos Generales del Estado y solo pueden ser modificados posteriormente con la autorización de las Cortes Generales mediante la Comisión de Control de los Créditos Destinados a Gastos Reservados, una comisión parlamentaria especial creada en 2004 con acceso a la información sobre los gastos reservados.
El artículo 4 de la citada ley limitaba la consignación de créditos destinados a este fin a los ministerios de Asuntos Exteriores, Justicia e Interior y Defensa. El principal destinatario de estos fondos es el Centro Nacional de Inteligencia.

## Caso de los fondos reservados
El 23 de noviembre de 1993, Diario 16 denunció que el director de la Guardia Civil, Luis Roldán, había aumentado su patrimonio de forma irregular.
El 9 de marzo de 1994, el periódico El Mundo anunció que varios altos cargos del Ministerio de Interior bajo el gobierno de Felipe González (PSOE) habían estado cobrando sobresueldos de los fondos reservados durante años.
El 19 de septiembre empezó un juicio por malversación de caudales públicos contra los exministros de Interior José Barrionuevo y José Luis Corcuera, el ex director general de la Seguridad del Estado Julián Sancristóbal, el ex secretario de Estado para la Seguridad Rafael Vera, el exjefe del Mando Único de la Lucha Antiterrorista Francisco Álvarez, el exdirector de la Policía José María Rodríguez Colorado y el exgobernador civil de Vizcaya Iñaki López, en lo que se denominó el caso de los fondos reservados. Luis Roldán, en un principio también imputado por este delito, no se sentó en el banquillo por haber sido ya juzgado por enriquecimiento ilícito en el epónimo caso Roldán. El juicio se saldó con la absolución de Barrionuevo y Corcuera y penas de entre 11 meses y 7 años de prisión para el resto de acusados.